# Летовице
Летовице (на чешки: Letovice; на немски: Lettowitz) е град в окръг Бланско на Южноморавски край, Чехия. Разположен е на 21 km северно от окръжния център Бланско, при сливането на реките Свитава и Кржетинка. Населението му е 6723 жители (2017 г.).

## История
Първите находки но човешко присъствие в долината, в която е разположен Летовице, са от периода на неолита – намерен е пробит камък, използван при вършитба. От периода на бронзовата епоха са изкопани предмети от Лужишката култура – копие и брадва с желязна дръжка. За разлика от Халщатската или от Латенската култура, няма доказателства за заселване. От римско време са намерени няколко монети, които подкрепят теорията за редовни търговски връзки през Мала Хана. Откритите монети са от управлението на императорите Траян (98 – 117 г.), Аврелиан (270 – 275 г.) и Константин Велики (306 – 337 г.). Около 6 век тук започват да се заселват първите славяни, което е потвърдено от откритите през 1840 г. статуя и глава на бог.
През 1145 г. е първото писмено споменаване на Летовице. Това е грамота на Ота III Детлеб от Оломоуц, в която е написано за дарение на манастир в Литомишъл. По-късно е установено, че това е фалшификат от 13 век. Името Летовице там се споменава под формата Lethowicz. През 1241 г. селището е разграбено от татарите, които пристигат от Оломоуц по време на нашествието си в Моравия. През втората половина на 14 век в Летовице е събрана колекция от пословици и сентенции (и кратки афоризми) от Ян от Летовиц. През 1399 г. замъкът на града е завладян от Хералд от Кунщат, а през 1424 г. същото правят хуситите, които изгарят и целия град.
През 15 век в Летовице е преведен от латински на старочешки език пътеписа на „Чудесата на света“. През 1505 г. градът е обединен от Ладислав от Бошковиц, тъй като почти 100 години е разделен на Горни и Долни Летовице. През 1645 г. градът и замъкът са завладени от шведите, които изгарят Летовице, както правят и около три години по-късно. Дори и повече от двадесет години след края на Тридесетгодишната война, две трети от къщите в града остават празни.
През 1754 г. е създадена манифактураза платове, която до края на 18 век се превръща в най-голямата в Моравия. През 1782 г. император Йозеф II предоставя на града право на търговия с вълна. През 1848 г. Летовице е включен в окръг Босковице, а от 1 януари 1849 г. е присъединен към железопътната линия Бърно – Ческа Тршебова. През 1906 г. е построена сградата на местното училище. На 13 ноември 1936 г. Литовице официално получава статут на град.
През нощта на 20 срещу 21 септември 1941 г. е извършена атака над хотел „Ламплота“. Действието е извършено от чехословашката съпротивителна група „За свобода“. За тази атака много хора са затворени и екзекутирани. През 1960 г. Летовице влиза в състава на окръг Бланско.

## Административно деление
Летовице се дели на следните 17 района:
- Баболки
- Долни Смържов
- Хлум
- Ясинов
- Кладоруби
- Клеветов
- Кнежевиско
- Кохов
- Летовице
- Лхота
- Мезиржичко
- Новичи
- Подоли
- Слатинка
- Тржебетин
- Заблудов
- Збонек

## Демография
| Година    | 1970 | 1980 | 1991 | 2001 | 2003 |
| --------- | ---- | ---- | ---- | ---- | ---- |
| Население | 6483 | 6847 | 6608 | 6640 | 6799 |

## Кметове
Списъкът е от 1948 година.
| Период      | Име                |
| ----------- | ------------------ |
| 1848 – 1856 | Кашпар Кашпаридес  |
| 1856 – 1867 | Хинек Хадер        |
| 1867 – 1876 | Ян Бигнер          |
| 1876 – 1879 | Франтишек Йержабек |
| 1879 – 1884 | Ян Пивничка        |
| 1884 – 1889 | Хинек Хадер        |
| 1889 – 1894 | Ян Пивничка        |
| 1894 – 1910 | Карел Синек        |
| 1910 – 1911 | Карел Хладек       |
| 1911 – 1918 | Йозеф Бигнер       |
| 1918 – 1919 | Йозеф Даничек      |
| 1919 – 1920 | Йозеф Махлачек     |
| 1920 – 1924 | Франтишек Щорек    |
| 1924 – 1928 | Йозеф Петър        |
| 1928 – 1932 | Йенко Плевач       |

| Период      | Име               |
| ----------- | ----------------- |
| 1932 – 1939 | Франтишек Пелишек |
| 1939 – 1945 | Франтишек Хмеларж |
| 1945 – 1945 | Ярослав Скоупи    |
| 1945 – 1951 | Франтишек Калина  |
| 1951 – 1952 | Франтишек Шимек   |
| 1952 – 1964 | Ярослав Дворжачек |
| 1964 – 1976 | Антонин Конопач   |
| 1976 – 1980 | Алеш Шох          |
| 1980 – 1989 | Франтишек Адам    |
| 1989 – 1990 | Мирослав Бурса    |
| 1990 – 1992 | Инж. Зденек Колар |
| 1993 – 1994 | Бохуслав Куда     |
| 1994 – 2006 | Йозев Новотни     |
| 2006 – 2010 | Радек Прохазка    |
| 2010 – 2014 | Владимир Стейскал |